# José Carlos Somoza

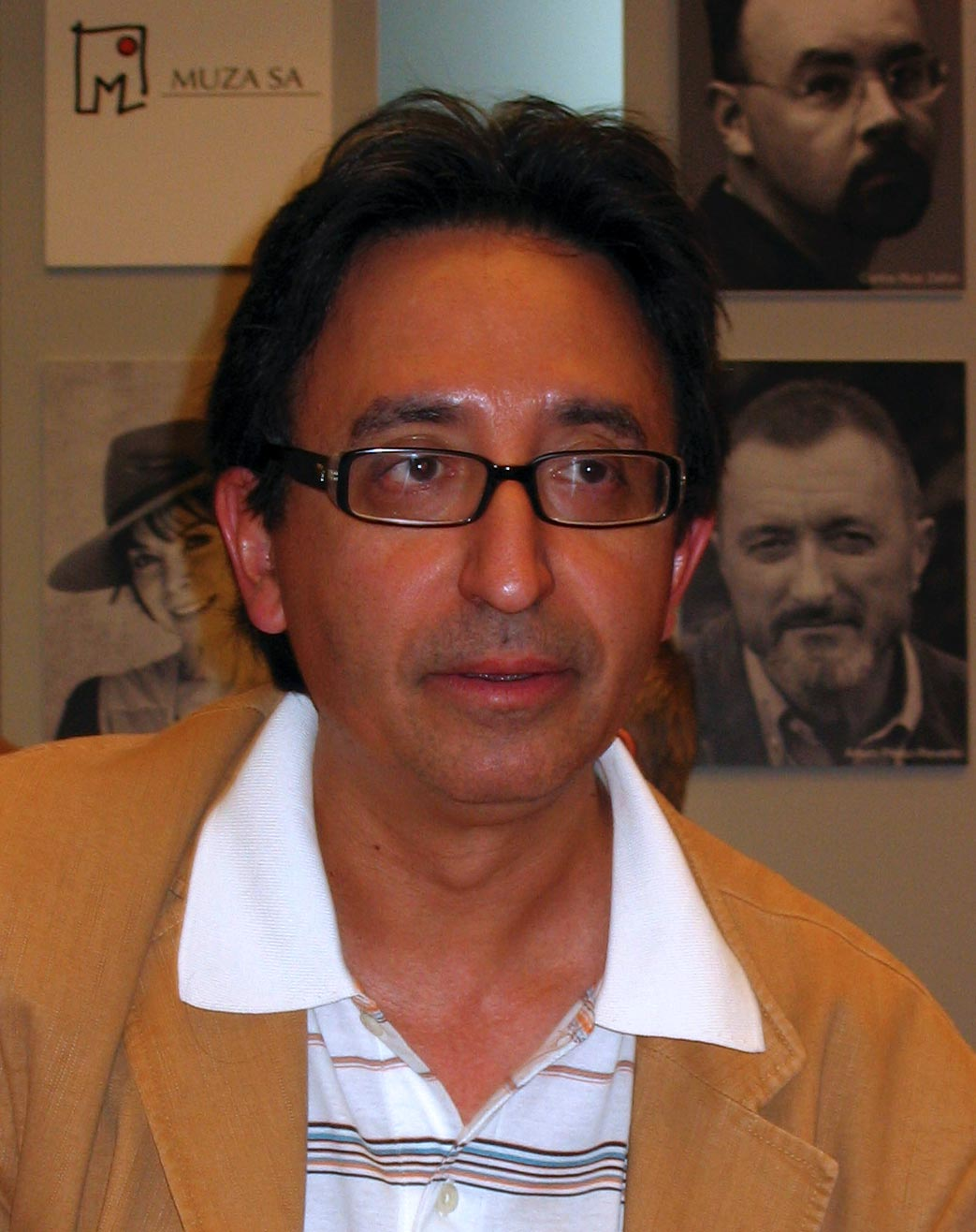
José Carlos Somoza

José Carlos Somoza född 13 november 1959 i Havanna, Kuba, är en spansk författare och psykiater bosatt i Madrid.
Somozas familj flyttade av politiska skäl från Kuba 1960. De bosatte sig och fick medborgarskap i Spanien.
Hans roman La caverna de las ideas 2000 (Idéernas grotta, 2004) är en detektivroman som bygger på idén att i den text huvudpersonen översätter finns eidetiska händelser. Romanen utspelas i huvudsak i Aten under klassisk tid och här förekommer bland andra Platon.